# Anna Jantar
Anna Jantar, właśc. Anna Maria Kukulska z domu Szmeterling (ur. 10 czerwca 1950 w Poznaniu, zm. 14 marca 1980 w Warszawie) – polska piosenkarka.
Uchodziła za ikonę muzyki pop polskiej estrady. Zaliczana do grona popularnych i słynnych polskich piosenkarek lat 70. XX wieku. Wylansowała takie przeboje jak m.in.: „Tyle słońca w całym mieście”, „Nic nie może wiecznie trwać”, „Staruszek świat”, „Najtrudniejszy pierwszy krok”, „Za każdy uśmiech”, „Baju-baj proszę pana (Jambalaya)”, „Radość najpiękniejszych lat”, „Mój tylko mój”, „Nie wierz mi, nie ufaj mi”, „Wielka dama tańczy sama” czy „Moje jedyne marzenie”. W sumie zaśpiewała ok. 160 piosenek różnych kompozytorów. Współpracowała z wieloma artystami, m.in. ze Stanisławem Sojką, Bogusławem Mecem, Zbigniewem Hołdysem czy Andrzejem Tenardem, poza tym nagrywała piosenki z zespołami Budka Suflera i zespołem Perfect.
Występowała m.in. w Austrii, Bułgarii, Czechosłowacji, Finlandii, Irlandii, Jugosławii, Kanadzie, NRD, RFN, Stanach Zjednoczonych, Szwecji, Węgrzech oraz Związku Radzieckim.

## Rodzina i edukacja

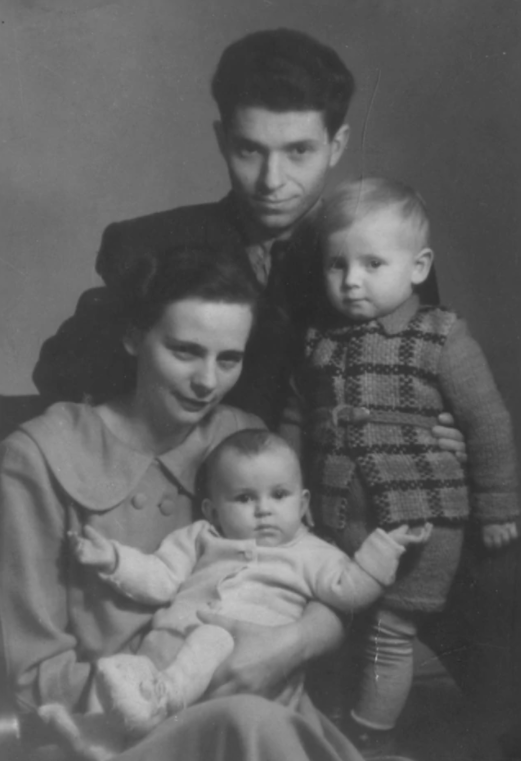
Anna Jantar z rodzicami i bratem Romanem, lata 50 XX wieku

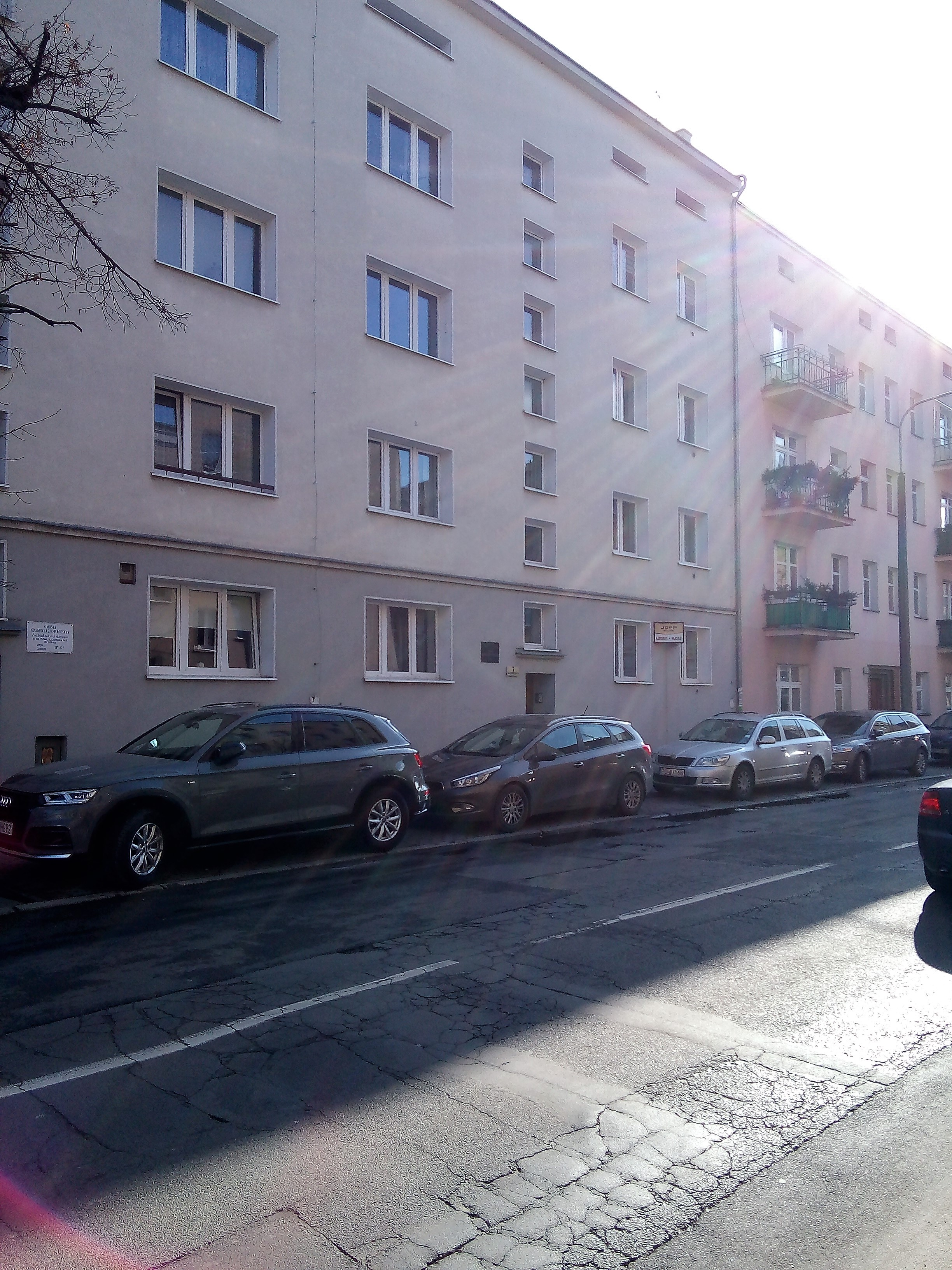
Poznań, ul. Kasprzaka 7 – dom rodzinny Anny Jantar (2020)

Urodziła się 10 czerwca 1950 w Ginekologiczno-Położniczym Szpitalu Klinicznym w Poznaniu. Była drugim dzieckiem Józefa Szmeterlinga (1925–2000) i Haliny z domu Surmacewicz (1924–2016). Miała starszego brata Romana (ur. 1948), późniejszego twórcę słów do kilku jej piosenek. 1 lipca 1950(dts) została ochrzczona w kościele  pw. Najświętszego Zbawiciela w Poznaniu otrzymując imiona Anna Maria, a rodzicami chrzestnymi byli Jerzy Nałęcz-Nieniewski – przyjaciel ojca oraz Włodzimiera Surmacewicz – bratowa matki.
Jej dziadek od strony matki, Czesław Surmacewicz herbu Leliwa, pochodził z rodziny szlacheckiej, w późniejszym czasie był burmistrzem Zdun. Po babci Zofii Czosnowskiej odziedziczyła głos, a po dziadku – ułanie kresowym – zamiłowanie do gry na fortepianie. Babka od strony ojca, Anna Sawicka (Szmeterling), była narodowości węgierskiej i pracowała w Cyrku Braci Staniewskich (w 1944 wyprowadziła się do ówczesnej Czechosłowacji).
Od najmłodszych lat wykazywała uzdolnienie do śpiewu, stwierdzono u niej również słuch absolutny. Przez prawie trzy lata uczęszczała do przedszkola muzycznego przy Państwowej Wyższej Szkole Muzycznej, gdzie uczyła się gry na fortepianie. Naukę kontynuowała w podstawowej szkole muzycznej. W latach 1964–1968 uczęszczała do poznańskiego VIII Liceum Ogólnokształcącego im. Adama Mickiewicza i Średniej Szkoły Muzycznej, w klasie fortepianu i rytmiki. Egzamin dojrzałości z powodu coraz liczniejszych występów muzycznych i związanych z tym zaniedbań w nauce zdała w liceum wieczorowym przy ulicy Strzeleckiej. W 1969 zdawała egzamin wstępny na studia do PWST w Warszawie, lecz nie została przyjęta (w tamtych czasach pierwszeństwo miały osoby pochodzące z rodzin robotniczych i wiejskich).

## Działalność artystyczna

### Początki muzyczne
W wieku 14 lat została zaproszona przez Piotra Kuźniaka do bigbitowego zespołu muzycznego Szafiry. Początkowo występowała w poznańskich klubach studenckich m.in. Od Nowa (róg ul. Żydowskiej i Wielkiej na Starym Rynku) oraz Studenckim Teatrze Nurt na Winogradach jako akompaniatorka, a później także jako wokalistka. Występowała też w teatrach Oktawa i Ósmy Dzień. 16 grudnia 1968 w poznańskim radiu, w trakcie współpracy z grupą Polne Kwiaty nagrała utwór „Po ten kwiat czerwony”. W styczniu 1969 wystąpiła na prestiżowym w środowisku artystycznym Festiwalu Piosenki Studenckiej w Krakowie, na którym otrzymała wyróżnienie. W tym samym roku zdobyła wyróżnienie za interpretację piosenki „Łąka bez kwiatów” na Festiwalu Artystycznym Młodzieży Akademickiej w Świnoujściu. W latach 1969–1971 była wokalistką zespołu Waganci, z którym nagrała m.in. radiowy przebój „Co ja w tobie widziałam”. Grupa współpracowała z zespołem Czerwono-Czarni podczas wspólnej trasy koncertowej oraz wystąpiła w filmowej komedii muzycznej Hieronima Przybyła Milion za Laurę, w którym wykonała piosenkę „Czujna straż”.

### Kariera solowa

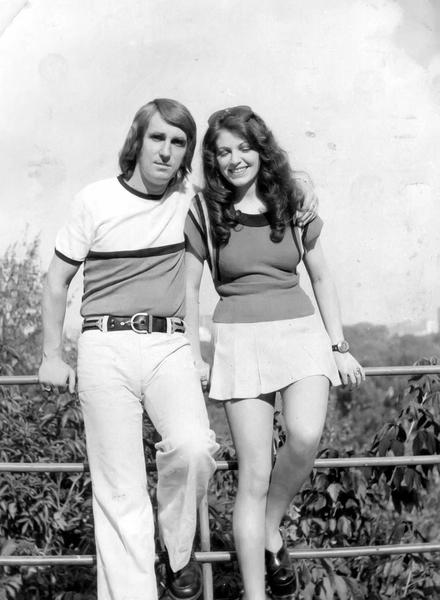
Jarosław Kukulski z Anną Jantar

1 lutego 1972 zdała egzamin przed Komisją Weryfikacyjną Ministerstwa Kultury i Sztuki, uzyskując tytuł zawodowej piosenkarki. Zaczęła też występować pod pseudonimem artystycznym Anna Jantar. Koncertowała z programem estradowym wraz z Andrzejem Frajndtem, do scenariusza Janusza Weissa. W 1973 uczestniczyła w 11. Krajowym Festiwalu Piosenki Polskiej w Opolu, gdzie śpiewała swój pierwszy solowy przebój „Najtrudniejszy pierwszy krok”. Od tego momentu stała się bardziej rozpoznawalną i uznaną piosenkarką w Polsce, a jej wizerunek w kolejnych latach znalazł się na wielu tytułowych okładkach, m.in. czasopism: „Na żywo”, „Przyjaźń”, „Retro”, „Retro wspomnienia”, „Ta nasza młodość” czy „Zwierciadło”. Chcąc udoskonalić swoje występy sceniczne, uczyła się tańca u Ewy Kuklińskiej.
W 1974 wydała debiutancki album pt.  Tyle słońca w całym mieście, za którego sprzedaż dwa lata później otrzymała certyfikat złotej płyty. Również w 1974 zdobyła nagrodę publiczności za utwór „Tyle słońca w całym mieście” na 12. KFPP w Opolu, nagrodę „Polskich Nagrań” za utwór „Nie żałujcie serca, dziewczyny” na Festiwalu Piosenki Żołnierskiej w Kołobrzegu, wyróżnienie za interpretację na festiwalu w Lublanie, trzecią nagrodę za piosenkę „Tak wiele jest miłości” na festiwalu Cisco '74 w Castlebar oraz trzecią nagrodę na festiwalu Coupe d’Europe w Villach. W 1975 otrzymała drugą nagrodę za utwór „Staruszek świat” na 15. Międzynarodowym Festiwalu Piosenki w Sopocie, na którym odebrała również nagrodę publiczności i nagrodę „Głosu Wybrzeża”. W tym samym roku wydała swój drugi album pt. Za każdy uśmiech, za który w 1977 odebrała certyfikat złotej płyty, i zajęła drugie miejsce z utworem „Niech ziemia tonie w kwiatach” na Festiwalu Przebojów w Dreźnie.
W 1976 odbyła trasę koncertową po ośrodkach polonijnych w USA i Kanadzie (m.in. w Chicago, Nowym Jorku i Toronto), gdzie wraz ze Sławą Przybylską, Lidią Wysocką, Aliną Janowską, Januszem Rewińskim, Adamem Zwierzem i Zenonem Laskowikiem prezentowała program „Pół żartem – pół serio”. W 1977 wydała album pt. Zawsze gdzieś czeka ktoś. Pod koniec 1979 nawiązała współpracę z Budką Suflera i nagrała z zespołem dwie piosenki: „Układ z życiem” oraz „Nic nie może wiecznie trwać”, która stała się przebojem i wygrała plebiscyt słuchaczy Studia Gama na najpopularniejszą piosenkę 1979.
W styczniu 1979 zajęła drugie miejsce z piosenką „Tylko mnie poproś do tańca” na Festiwalu Przebojów w Tampere, a po powrocie do kraju – zafascynowana filmem Grease – nagrała covery dwóch piosenek ze ścieżki dźwiękowej: „Hopelessly Devoted to You” i „You’re the One that I Want” w duecie ze Stanisławem Soyką. W tym samym roku nagrała również album pt. Anna Jantar oraz duety: „Ktoś między nami” ze Zbigniewem Hołdysem i „Pozwolił nam los” z Bogusławem Mecem oraz otrzymała Odznakę „Zasłużonego Działacza Kultury”. W grudniu 1979 nagrała utwór „Spocząć” z muzykami Perfectu. Ostatnim programem telewizyjnym z jej udziałem był program przeznaczony dla dzieci pt. Zamiast słuchać bajek, nakręcony w Palmiarni w Wałbrzychu.

### Ostatni wyjazd do Stanów Zjednoczonych i śmierć

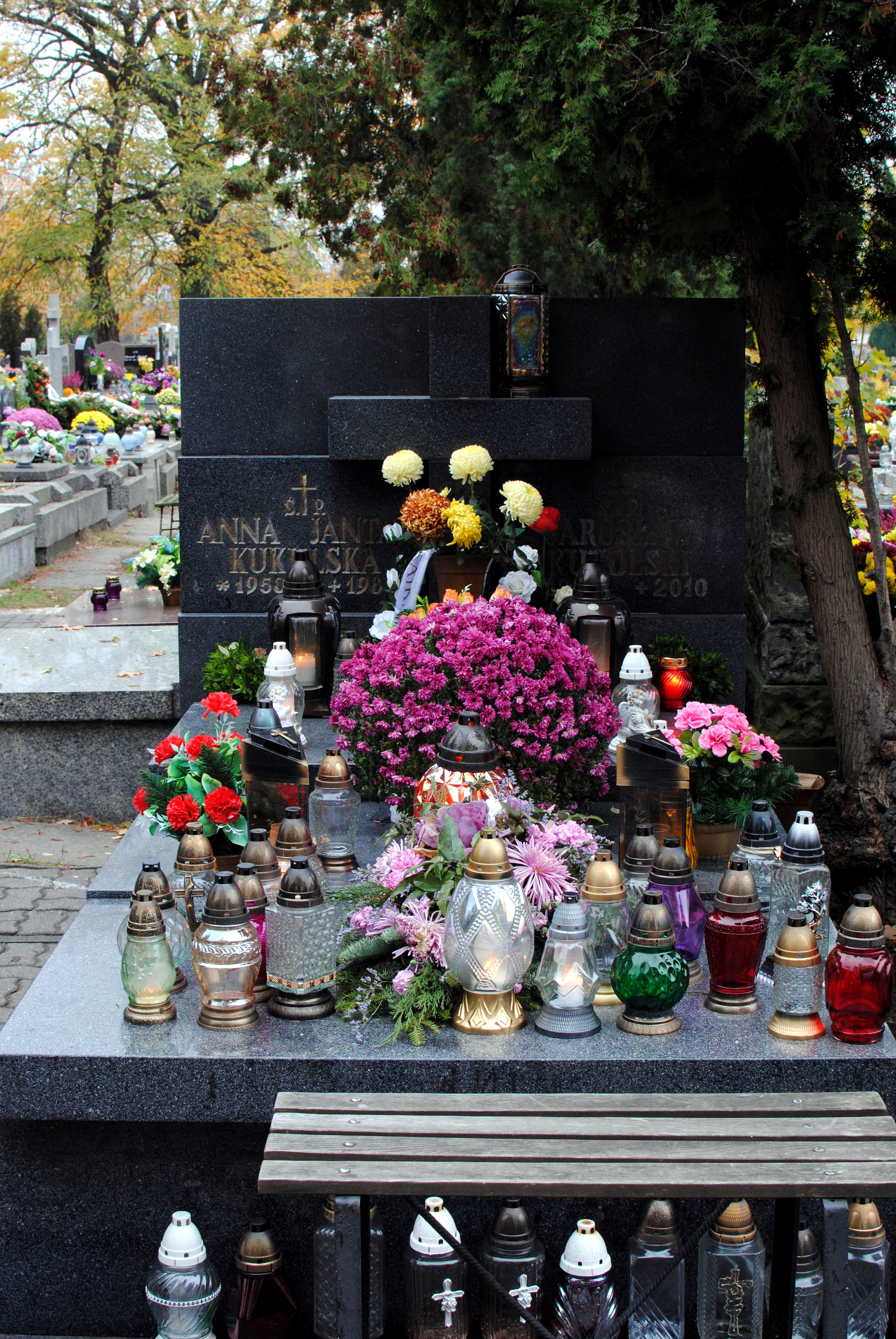
Grób Anny Jantar i Jarosława Kukulskiego na cmentarzu Wawrzyszewskim w Warszawie

27 grudnia 1979 wyleciała w trasę koncertową do Stanów Zjednoczonych. W styczniu i lutym 1980 grała koncerty w klubach polonijnych w Chicago i New Jersey wraz z zespołem Perfect i Tragap. 12 marca wystąpiła w klubie „Zodiac” w New Jersey, gdzie zagrała swój ostatni koncert przed śmiercią.
Wracała do Polski 14 marca 1980. Zginęła około godziny 11:15 w pobliżu lotniska Okęcie w katastrofie samolotu Ił-62 „Mikołaj Kopernik” lecącego z lotniska JFK w Nowym Jorku do Warszawy,który rozbił się przy podejściu do lądowania. Po jej śmierci lekarz medycyny sądowej, przeprowadzający badanie, przekazał jej matce mały różaniec, który Jantar trzymała w zaciśniętej dłoni podczas katastrofy. Ceremonia pogrzebowa odbyła się 25 marca 1980 z udziałem około 40 tysięcy osób w kościele św. Marii Magdaleny w Warszawie, po czym artystka została pochowana na cmentarzu Wawrzyszewskim. Podczas pogrzebu przemawiał Daniel Olbrychski. Na nagrobku widnieje nazwisko Anna Jantar Kukulska (w grobowcu tym spoczął również zmarły 13 września 2010 jej mąż – Jarosław Kukulski).

## Życie prywatne

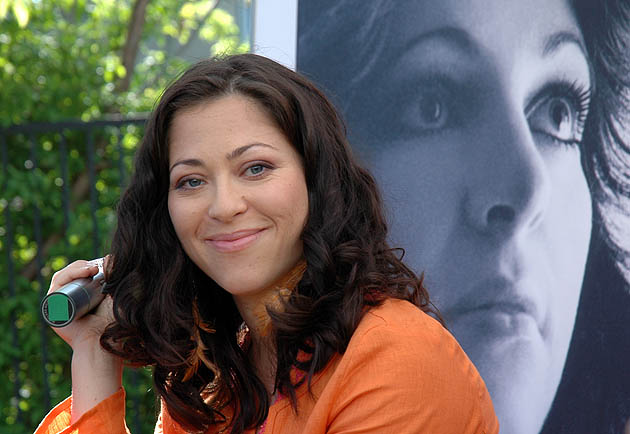
Natalia Kukulska na tle fotografii matki (2005)

Przyszłego męża Jarosława Kukulskiego poznała przy współpracy z zespołem Waganci. Para wzięła ślub cywilny 15 sierpnia 1970 w poznańskim ratuszu, a 11 kwietnia 1971 ślub kościelny w kościele pw. św. Anny w Poznaniu. W 1972 przeprowadziła się z mężem do Warszawy, gdzie zamieszkali przy ul. Reymonta na Wawrzyszewie (dzielnica Bielany). Mieli córkę Natalię (ur. 1976).
Lubiła poezję, zwłaszcza autorstwa Marii Pawlikowskiej-Jasnorzewskiej i Bolesława Leśmiana. Z sentymentem wspominała rodzinny Poznań.

## Tablica przodków
| Tablica rodowodowa                          |                                                                                      |                                                                                      |                                                                                             |                                                                                             |
| Pradziadkowie                               | ?                                                                                    | ?                                                                                    | Antoni Edmund Surmacewicz h. Leliwa (1874–1944) Wiktoria Piaścik (?–1926)                   | Stanisław Czosnowski (9.04.1874–?) Marianna Sikora (4.07.1876–?)                            |
| Dziadkowie                                  | Edward Szmeterling (?–?) Anna Sawicka (1906–1998)                                    | Edward Szmeterling (?–?) Anna Sawicka (1906–1998)                                    | Czesław Daniel Surmacewicz h. Leliwa (3.01.1898–11.01.1926) Zofia Czosnowska (22.01.1899–?) | Czesław Daniel Surmacewicz h. Leliwa (3.01.1898–11.01.1926) Zofia Czosnowska (22.01.1899–?) |
| Rodzice                                     | Józef Szmeterling (26.03.1925–15.09.2000) Halina Surmacewicz (11.07.1924–21.09.2016) | Józef Szmeterling (26.03.1925–15.09.2000) Halina Surmacewicz (11.07.1924–21.09.2016) | Józef Szmeterling (26.03.1925–15.09.2000) Halina Surmacewicz (11.07.1924–21.09.2016)        | Józef Szmeterling (26.03.1925–15.09.2000) Halina Surmacewicz (11.07.1924–21.09.2016)        |
| Anna Maria Kukulska (10.06.1950–14.03.1980) |                                                                                      |                                                                                      |                                                                                             |                                                                                             |

## Dyskografia

### Albumy studyjne
| Rok  | Tytuł                       | Wydawca                 |
| 1974 | Tyle słońca w całym mieście | Polskie Nagrania „Muza” |
| 1976 | Za każdy uśmiech            | Polskie Nagrania „Muza” |
| 1978 | Zawsze gdzieś czeka ktoś    | Polskie Nagrania „Muza” |
| 1980 | Anna Jantar                 | Tonpress                |
| 1980 | The Best of Anna Jantar     | Tonpress                |

### Czwórki
| Rok  | Tytuł | Wydawca                          |
| 1971 | (Waganci): Co ja w tobie widziałam, Dziś w twoich oczach, Co mogę mieć, Razem z tobą                          | Polskie Nagrania „Muza” (N 0634) |
| 1972 | (Anna Jantar): Na skrzydłach dni, Kiedy dziś patrzę na topole, Ileś wart, ja nie wiem, Zobaczyliśmy się nagle | Polskie Nagrania „Muza” (N 0678) |

### Single
| Rok  | Utwory                                                                                      |
| 1971 | (Waganci): Wszystkie koty w nocy czarne / Marzenia o marzeniach                             |
| 1974 | Nastanie dzień / Tyle słońca w całym mieście                                                |
| 1975 | Staruszek świat / Dzień bez happy endu                                                      |
| 1975 | Będzie dość / Za każdy uśmiech                                                              |
| 1975 | Mój, tylko mój / Dzień nadziei                                                              |
| 1977 | Dyskotekowy bal / Zgubiłam klucz do nieba                                                   |
| 1977 | Dyskotekowy bal / Kto umie tęsknić                                                          |
| 1978 | Baju-baj proszę pana (Jambalaya) / Radość najpiękniejszych lat                              |
| 1978 | Po tamtej stronie marzeń / Mój świat zawsze ten sam                                         |
| 1978 | Mój tylko mój / Mój świat zawsze ten sam                                                    |
| 1978 | Kto powie nam / Dżinsowe maniery                                                            |
| 1978 | Tylko mnie poproś do tańca/Let me stay / Nie wierz mi, nie ufaj mi/Zawsze gdzieś czeka ktoś |
| 1979 | Gdzie są dzisiaj tamci ludzie / Nie ma piwa w niebie                                        |
| 1979 | Hopelessly Devoted to You / You're the One that I Want (ze Stanisławem Sojką)               |
| 1985 | Wielka dama tańczy sama / Moje jedyne marzenie                                              |
| 2005 | Układ z życiem / Nic nie może wiecznie trwać                                                |

#### Pocztówki dźwiękowe
| Rok  | Utwory                                                                                      |
| 1971 | (Waganci): Marzenia o marzeniach / Frywolna babcia                                          |
| 1972 | Ileś wart ja nie wiem                                                                       |
| 1972 | Ja się w tobie nie zakocham                                                                 |
| 1972 | Zobaczyliśmy się nagle                                                                      |
| 1973 | Najtrudniejszy pierwszy krok                                                                |
| 1973 | Twoje oczy obiecują siódme niebo                                                            |
| 1974 | Kto wymyślił naszą miłość                                                                   |
| 1974 | Tak wiele jest radości                                                                      |
| 1974 | Otwórzmy nieba ciemne drzwi                                                                 |
| 1974 | Tyle słońca w całym mieście                                                                 |
| 1974 | Jaki jesteś jeszcze nie wiem                                                                |
| 1974 | Żeby szczęśliwym być / Chcę kochać                                                          |
| 1975 | Najtrudniejszy pierwszy krok / Biały wiersz od ciebie                                       |
| 1975 | Gdzie nie spojrzę – ty / Jaki jesteś jeszcze nie wiem                                       |
| 1975 | Hasta manana (polska wersja utworu grupy ABBA o tym samym tytule) / Poszukaj swojej gwiazdy |
| 1975 | Za każdy uśmiech / Staruszek świat                                                          |
| 1975 | Rosyjskie pierniki                                                                          |
| 1977 | Tak blisko nas                                                                              |
| 1977 | Zawsze gdzieś czeka ktoś                                                                    |
| 1977 | Godzina drogi / Gdy on natchnieniem jest                                                    |
| 1978 | Zwycięży Polska / Chłopcy gola (Argentyna '78)                                              |
| 1978 | Nie wierz mi nie ufaj mi / Zgubiłam klucz do nieba                                          |
| 1978 | Baju baj proszę pana (Jambalaya) / Po tamtej stronie marzeń                                 |
| 1978 | Jambalaya                                                                                   |
| 1978 | Na ciebie czekam lwie / Po tamtej stronie marzeń                                            |
| 1978 | Po tamtej stronie marzeń                                                                    |
| 1979 | Śpij maleńka spokojnie                                                                      |
| 1979 | Słoń to wielka frajda                                                                       |
| 1979 | Słońce za mną chodzi                                                                        |
| 1979 | Nic nie może wiecznie trwać                                                                 |

### Albumy kompilacyjne
| Rok  | Tytuł                                                                                   | Wydawca                             |
| 1974 | Opole ’74 – Premiery                                                                    | Polskie Nagrania „Muza”             |
| 1980 | The Best of Anna Jantar                                                                 | Polskie Nagrania „Muza”             |
| 1986 | (Anna Jantar, Natalia Kukulska): Anna i Natalia                                         | Savitor                             |
| 1990 | (Anna Jantar i inni artyści): Piosenki Anny Jantar                                      |                                     |
| 1990 | The Best of Anna Jantar 2                                                               | Polskie Nagrania „Muza”             |
| 1991 | Nic nie może wiecznie trwać                                                             | Polskie Nagrania „Muza”             |
| 1991 | Niezapomniane przeboje                                                                  | Akar                                |
| 1991 | Największe Przeboje                                                                     |                                     |
| 1991 | (Anna Jantar, Natalia Kukulska): Piosenki dla dzieci                                    |                                     |
| 1992 | The Collection                                                                          | Sonic Records                       |
| 1992 | (Anna Jantar, Natalia Kukulska): Zamiast słuchać bajek                                  | Akar                                |
| 1992 | Złote przeboje                                                                          |                                     |
| 1993 | 1971–1991 Historie Nieznane                                                             | Intersonus                          |
| 1993 | Wspomnienie                                                                             | Tomy                                |
| 1995 | Niezapomniane przeboje cz.2, Wspomnienie                                                | Akar                                |
| 1995 | Niezapomniane przeboje cz.3                                                             | Akar                                |
| 1996 | Cygańska pieśń                                                                          | Akar                                |
| 1997 | Antologia cz.1                                                                          | Akar                                |
| 1997 | Antologia cz.2                                                                          | Akar                                |
| 2000 | Gold                                                                                    | Koch Int.                           |
| 2000 | Złota kolekcja – Radość najpiękniejszych lat                                            | Pomaton EMI                         |
| 2000 | Tyle słońca… live (Koncert poświęcony pamięci Anny Jantar)                              |                                     |
| 2003 | Perły – Tyle słońca w całym mieście                                                     | Polskie Nagrania „Muza”             |
| 2004 | Galeria przebojów (3 CD)                                                                | Reader’s Digest                     |
| 2004 | Platynowa kolekcja – Złote przeboje                                                     | GM Records                          |
| 2004 | The best – Dyskotekowy bal                                                              | Agencja Artystyczna MTJ             |
| 2005 | Tyle słońca… (3 CD)                                                                     | Agencja Artystyczna MTJ             |
| 2005 | (Anna Jantar, Natalia Kukulska): Po tamtej stronie                                      | Sony BMG Music Entertainment Poland |
| 2008 | Gwiazdy polskiej piosenki – Anna Jantar                                                 | Polska The Times                    |
| 2008 | Platynowa kolekcja – Największe polskie przeboje                                        | Tina                                |
| 2009 | Największe przeboje                                                                     | Świat Kobiety                       |
| 2010 | Złota kolekcja (2 CD) – CD1 Radość najpiękniejszych lat, CD2 Spocząć                    | EMI Music Poland                    |
| 2010 | Wielka Dama (4 CD) – CD1 Nieśmiertelna, CD2 Słoneczna, CD3 Refleksyjna, CD4 Zaskakująca | EMI Music Poland                    |
| 2012 | Autobiografia (3 CD) – CD1 Przebojowa, CD2 Liryczna, CD3 Live                           | Reader’s Digest                     |

## Nagrody i wyróżnienia
| Nagrody i wyróżnienia Anny Jantar |                                                                            |                                                                            | |             |
| Rok                               | Kategoria                                                                  | Kategoria                                                                  | Tytułem | Rezultat    |
| 1969                              | Festiwal Piosenki Studenckiej w Krakowie                                   | Festiwal Piosenki Studenckiej w Krakowie                                   | „A lipiec grał”, „W płaszczu z mżawki i zadumy”                                                            | Wyróżnienie |
| 1969                              | Festiwal Artystyczny Młodzieży Akademickiej w Świnoujściu                  | Festiwal Artystyczny Młodzieży Akademickiej w Świnoujściu                  | „Łąka bez kwiatów”                                                                                         | Wyróżnienie |
| 1970                              | Piosenka Roku                                                              | Piosenka Roku                                                              | „Co ja w tobie widziałam” (z zespołem Waganci)                                                             | Wygrana     |
| 1973                              | Piosenka Lata                                                              | Piosenka Lata                                                              | „Najtrudniejszy pierwszy krok”                                                                             | Wygrana     |
| 1974                              | Międzynarodowy Festiwal Piosenki Slovenska Popevka w Lublanie              | Międzynarodowy Festiwal Piosenki Slovenska Popevka w Lublanie              | „Czas jest złotem”                                                                                         | Wyróżnienie |
| 1974                              | XII Krajowy Festiwal Piosenki Polskiej w Opolu (Nagroda Publiczności)      | XII Krajowy Festiwal Piosenki Polskiej w Opolu (Nagroda Publiczności)      | „Tyle słońca w całym mieście”                                                                              | Wygrana     |
| 1974                              | VIII Festiwal Piosenki Żołnierskiej w Kołobrzegu (Nagroda Polskich Nagrań) | VIII Festiwal Piosenki Żołnierskiej w Kołobrzegu (Nagroda Polskich Nagrań) | „Nie żałujcie serca, dziewczyny”                                                                           | Wygrana     |
| 1974                              | Coupe d'Europe w Villach w Austrii                                         | Coupe d'Europe w Villach w Austrii                                         | „Polubiłam pejzaż ten”, „Najtrudniejszy pierwszy krok” (wraz z Marianną Wróblewską i Tadeuszem Woźniakiem) | 3. miejsce  |
| 1974                              | IX Międzynarodowy Festiwal Piosenki Cisco w Castlebar w Irlandii           | IX Międzynarodowy Festiwal Piosenki Cisco w Castlebar w Irlandii           | „Tak wiele jest radości”                                                                                   | 3. miejsce  |
| 1974                              | Piosenka Roku                                                              | Piosenka Roku                                                              | „Tyle słońca w całym mieście”                                                                              | Wygrana     |
| 1975                              | XV Międzynarodowy Festiwal Piosenki w Sopocie                              | Dzień Polski                                                               | „Staruszek świat”                                                                                          | 2. miejsce  |
| 1975                              | XV Międzynarodowy Festiwal Piosenki w Sopocie                              | Nagroda Publiczności                                                       | „Tyle słońca w całym mieście”                                                                              | Wygrana     |
| 1975                              | XV Międzynarodowy Festiwal Piosenki w Sopocie                              | Przebój Festiwalu                                                          | „Tyle słońca w całym mieście”                                                                              | Wygrana     |
| 1975                              | XV Międzynarodowy Festiwal Piosenki w Sopocie                              | Nagroda Głosu Wybrzeża                                                     | „Tyle słońca w całym mieście”                                                                              | Wygrana     |
| 1975                              | Festiwal Przebojów w Dreźnie                                               | Festiwal Przebojów w Dreźnie                                               | „Niech ziemia tonie w kwiatach”                                                                            | 2. miejsce  |
| 1975                              | Piosenkarka Roku                                                           | Piosenkarka Roku                                                           | Plebiscyt Publicystów Radiowych                                                                            | Wygrana     |
| 1975                              | Piosenka Roku                                                              | Piosenka Roku                                                              | „Tyle słońca w całym mieście”                                                                              | Wygrana     |
| 1976                              | Złota płyta – XVI Międzynarodowy Festiwal Piosenki w Sopocie               | Złota płyta – XVI Międzynarodowy Festiwal Piosenki w Sopocie               | Tyle słońca w całym mieście                                                                                | Wygrana     |
| 1977                              | Złota płyta                                                                | Złota płyta                                                                | Za każdy uśmiech                                                                                           | Wygrana     |
| 1979                              | Festiwal Przebojów OiRTV w Tampere w Finlandii                             | Festiwal Przebojów OiRTV w Tampere w Finlandii                             | „Tylko mnie poproś do tańca”                                                                               | 2. miejsce  |
| 1979                              | Piosenkarka Roku                                                           | Piosenkarka Roku                                                           | Plebiscyt Słuchaczy Studia Gama                                                                            | Wygrana     |
| 1979                              | Piosenka Roku                                                              | Piosenka Roku                                                              | „Nic nie może wiecznie trwać”                                                                              | Wygrana     |

## Upamiętnienie

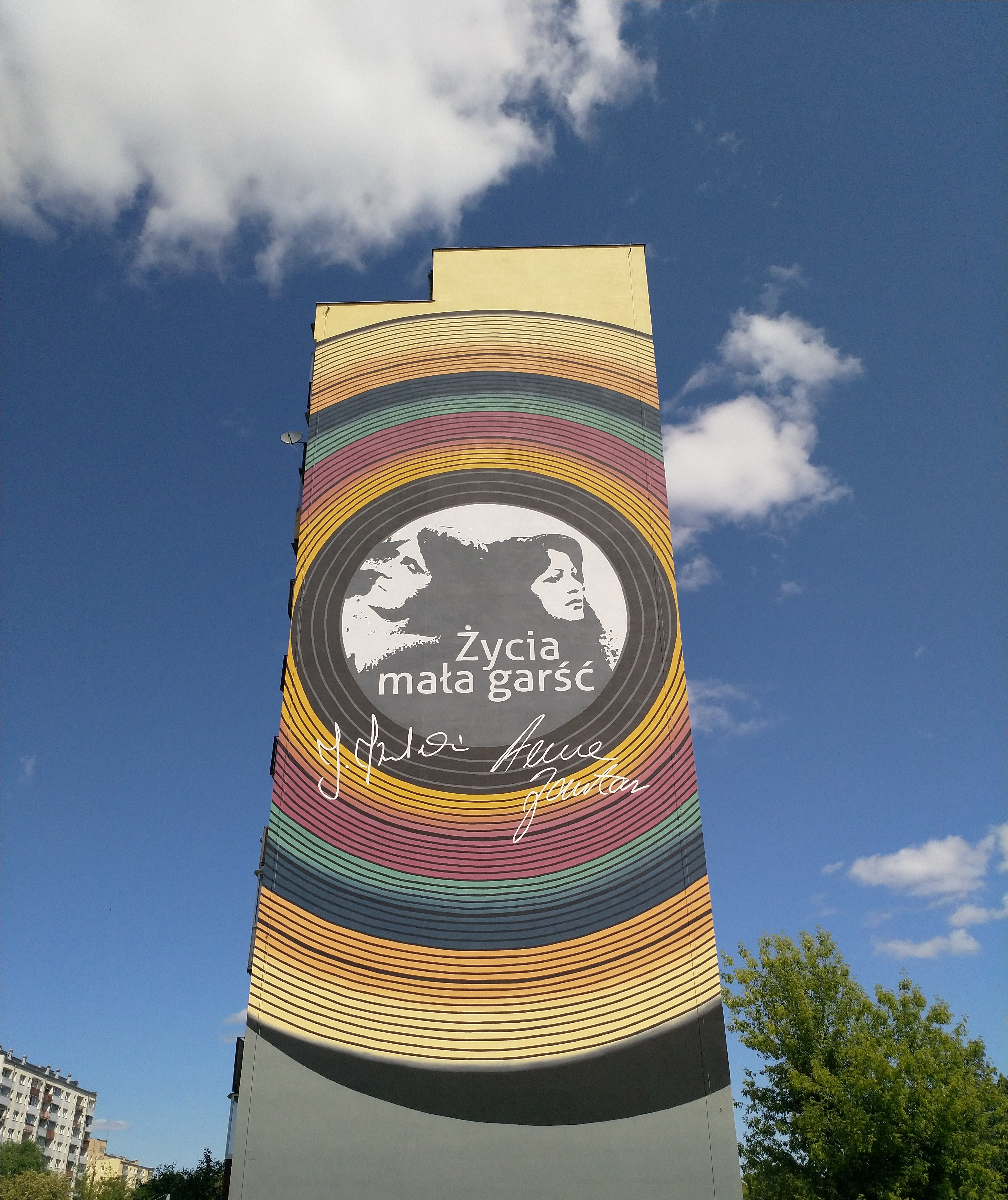
Mural przedstawiający Annę Jantar i Jarosława Kukulskiego na bloku przy ul. Reymonta 21 w Warszawie (Bielany), gdzie mieszkali

- Po tragicznej śmierci Anny Jantar zespół Budka Suflera dedykował artystce piosenkę „Słońca jakby mniej” (z płyty Ona przyszła prosto z chmur) nawiązującą do utworu „Tyle słońca w całym mieście”[66].
- Anna Jantar jest wymieniona w piosence „Czas ołowiu” z repertuaru Budki Suflera. Autorem tekstu jest Marek Dutkiewicz, a kompozytorem Romuald Lipko[67].
- Halina Frąckowiak nagrała w hołdzie dla Anny Jantar piosenkę „Anna już tu nie mieszka”. Słowa do tego utworu napisał Janusz Kondratowicz, a muzykę skomponował Jarosław Kukulski.
- Annie Jantar poświęcone są piosenki z repertuaru Krzysztofa Krawczyka – „To co dał nam świat” oraz „Lot nr 205”.
- Piosenka „Ocean wspomnień” zespołu Papa Dance została dedykowana pamięci Anny Jantar.
- Natalia Kukulska nagrała dwa utwory poświęcone jej mamie – „Dłoń” i „Po tamtej stronie”.
- W maju 1983 w Warszawie powstał – jako jeden z pierwszych – Klub Muzyczny Anny Jantar „Bursztyn”, którego założycielami byli Agata Materowicz i Zbigniew Rostkowski[68]. Klub liczący 1600 osób w całej Polsce organizował spotkania, wystawy, wieczory autorskie poświęcone piosenkarce.
- Od 1984 nagroda jej imienia przyznawana jest debiutantom na Krajowym Festiwalu Piosenki Polskiej w Opolu.
- W 1990 ukazała się pierwsza płyta, na której polscy artyści w jej hołdzie śpiewają piosenki z repertuaru artystki. Na płycie słyszymy takich wykonawców jak: Eleni, Bogusław Mec, Ewa Dębicka, Monika Borys, Mietek Szcześniak, Jolanta Jaszkowska, Joanna Zagdańska, Wiesława Sós i Magda Durecka.
- W 1994 ukazała się książka „Wspomnienie o Annie Jantar – Słońca jakby mniej…” w opracowaniu Marioli Pryzwan, a w 2000 ukazało się trzecie, poszerzone wydanie książki.
- W 2000, w 20 rocznicę tragicznej śmierci Anny Jantar, odbył się koncert poświęcony jej pamięci. Zapisem koncertu jest płyta Tyle słońca… Do zaśpiewania piosenek mamy, Natalia Kukulska zaprosiła Halinę Frąckowiak, Marylę Rodowicz, Annę Marię Jopek, Justynę Steczkowską, Kasię Kowalską, Mietka Szcześniaka, Andrzeja Piasecznego i Kasię Nosowską.
- W latach 2004–2006 we Wrześni odbywał się Festiwal Piosenki im. Anny Jantar poświęcony m.in. twórczości piosenkarki. W tej miejscowości znajduje się amfiteatr imienia Anny Jantar – imię nadano w kwietniu 2005 – w 25 rocznicę śmierci piosenkarki.
- W 2007 w programie Jak oni śpiewają, Agnieszka Włodarczyk wykonała utwór z repertuaru Jantar „Tyle słońca w całym mieście”, który później znalazł się na jej maxi-singlu.
- W dniach 27–28 października 2007 w Bydgoszczy odbyła się trzecia edycja festiwalu Pejzaż bez Ciebie. Pierwszego dnia w części konkursowej w repertuarze Anny Jantar wystąpili młodzi wykonawcy. Drugiego dnia znani polscy artyści zaśpiewali przeboje Anny Jantar w aranżacji Krzysztofa Herdzina. Wystąpili: Kayah, Kasia Kowalska, Olga Bończyk, Ania Dąbrowska, Tatiana Okupnik, Halina Frąckowiak, Irena Jarocka, Aleksandra Bieńkowska, Małgorzata Ostrowska, Natalia Kukulska, Krzysztof Kiljański, Łukasz Zagrobelny i Karimski Club.
- Jesienią 2008 ukazała się książka wspomnieniowa o Annie Jantar autorstwa ks. prof. Andrzeja Witko.
- W kwietniu 2009 imieniem Anny Jantar została nazwana jedna z ulic w Opolu[69].
- Jesienią 2010 jeden z tematycznych odcinków dwunastej edycji programu Taniec z gwiazdami (transmitowanego wówczas w telewizji TVN) został poświęcony największym przebojom Jantar. Wszystkie uczestniczące pary zatańczyły jeden z tańców w rytm piosenek wokalistki, a gościem specjalnym była Natalia Kukulska, która zaśpiewała utwór „Radość najpiękniejszych lat”[70].
- 1 czerwca 2012(dts) nastąpiło odsłonięcie gwiazdy Anny Jantar w Alei Gwiazd Polskiej Piosenki w Opolu.
- 3 czerwca 2012(dts) odbył się koncert poświęcony pamięci Anny Jantar i Jarosława Kukulskiego „Życia mała garść”, podczas 49. Krajowego Festiwalu Polskiej Piosenki w Opolu.
- 14 marca 2014(dts) ukazała się książka Marioli Pryzwan „Bursztynowa Dziewczyna. Anna Jantar we wspomnieniach”, która jest poszerzonym wydaniem „Słońca jakby mniej… Wspomnienia o Annie Jantar” z 2000[71].
- Jej wizerunek kilkukrotnie wykorzystywano w programie Twoja twarz brzmi znajomo, emitowanym w telewizji Polsat. W postać artystki wcieliły się kolejno: Paulla (wykonała utwór „Nic nie może wiecznie trwać”), Joanna Moro („Tyle słońca w całym mieście”), Emilia Komarnicka-Klynstra („Wielka dama tańczy sama”) i Pola Gonciarz („Staruszek świat”).
- 4 czerwca 2015(dts) na kilka dni przed 65. rocznicą urodzin wokalistki ukazała się jej biografia „Tyle słońca. Anna Jantar. Biografia” autorstwa Marcina Wilka. Podczas pisania tej pracy autor konsultował się m.in. z córką Anny Jantar – Natalią Kukulską.
- W Poznaniu znajduje się ulica Anny Jantar[72].
- W 2023 na fasadzie bloku na ul. Władysława Reymonta 21 w Warszawie, gdzie Anna Jantar mieszkała, odsłonięto mural przedstawiający ją oraz Jarosława Kukulskiego[73].
- Poczta Polska 10 czerwca 2023 wprowadziła do obiegu znaczek pocztowy o nominale 4 zł z jej  wizerunkiem w nakładzie 144 000 sztuk projektu Agnieszki Sancewicz w serii Gwiazdy polskiej muzyki (wraz z kopertą FDC)[74]